# Leslie White
Pour les articles homonymes, voir White.
Leslie White (1900-1975) était un anthropologue américain. 
La pensée de White s'inscrit dans le courant du « matérialisme culturel » américain et il est souvent considéré comme l'un des principaux théoriciens du néo-évolutionnisme, bien qu'il se considère lui-même plutôt comme un représentant du matérialisme historique.

## Biographie
Il enseigna de 1930 jusqu'à sa retraite en 1970 à l'Université du Michigan où il marqua de son influence des anthropologues comme Marshall Sahlins ou Marvin Harris. Il fut élu président de l'American Anthropological Association en 1964.
White puise en partie son inspiration dans le matérialisme historique marxiste et l'évolutionnisme de Lewis Henry Morgan et Edward Tylor. Ceci associé à son goût de la polémique lui valut pendant la première partie sa carrière la méfiance des autorités académiques et d'une anthropologie boassienne alors dominante. White ne sera titularisé qu'en 1943 et ce n'est qu'après la guerre que ses thèses seront reconnues.
Il donne son nom à la « Loi de White », qui stipule que l'évolution culturelle est fonction de la quantité d'énergie disponible par tête d'habitant et par an.